# Tomasz Oleksiak
Tomasz Oleksiak (ur. 14 marca 1973) – polski kierowca, występujący w rallycrossie.
Od początku kariery zawodnik warszawskiego Automobilklubu Rzemieślnik. W rallycrossie starty rozpoczął Fiatem 126p w 1994 (Klasa 1). W 1995 wciąż startował tym samym samochodem i był to pierwszy jego sezon startów w mistrzostwach Polski – zajął 12. miejsce w klasyfikacji generalnej Klasy 1. W latach 1996–1998 zdobywał tytuły mistrza Polski (1996 – Klasa 1A, 1997 i 1998 – w Klasa 1). W 1999 zdobył tytuł wicemistrzowski, za Piotrem Radtke.
Z końcem 1999 został po raz pierwszy powołany do reprezentacji na Mistrzostwa Europy, gdzie miał jeździć w klubie Team Słomczyn Poland samochodem Peugeot 106 Xsi. W sezonie 2000 startował zarówno w mistrzostwach Polski (2. miejsce, za Piotrem Granicą) jak i Mistrzostwach Europy (bez sukcesów). W 2001 zdobył tytuł wicemistrza Europy w Dywizji 2A oraz mistrza Polski w klasie 6. Podczas zawodów w Toruniu został z nich wykluczony, zawieszono mu także licencję zawodniczą na 12 miesięcy.
Po odbyciu kary powrócił się do ścigania, zdobywając w latach 2006–2007 Fiatem Seicento tytuł mistrzowski w Klasie 2.
Obecnie poza ściganiem się prowadzi zakład stolarski w okolicach Konstancina, wchodzi także w skład zarządu Automobilklubu Rzemieślnik.